# Automático (banda)

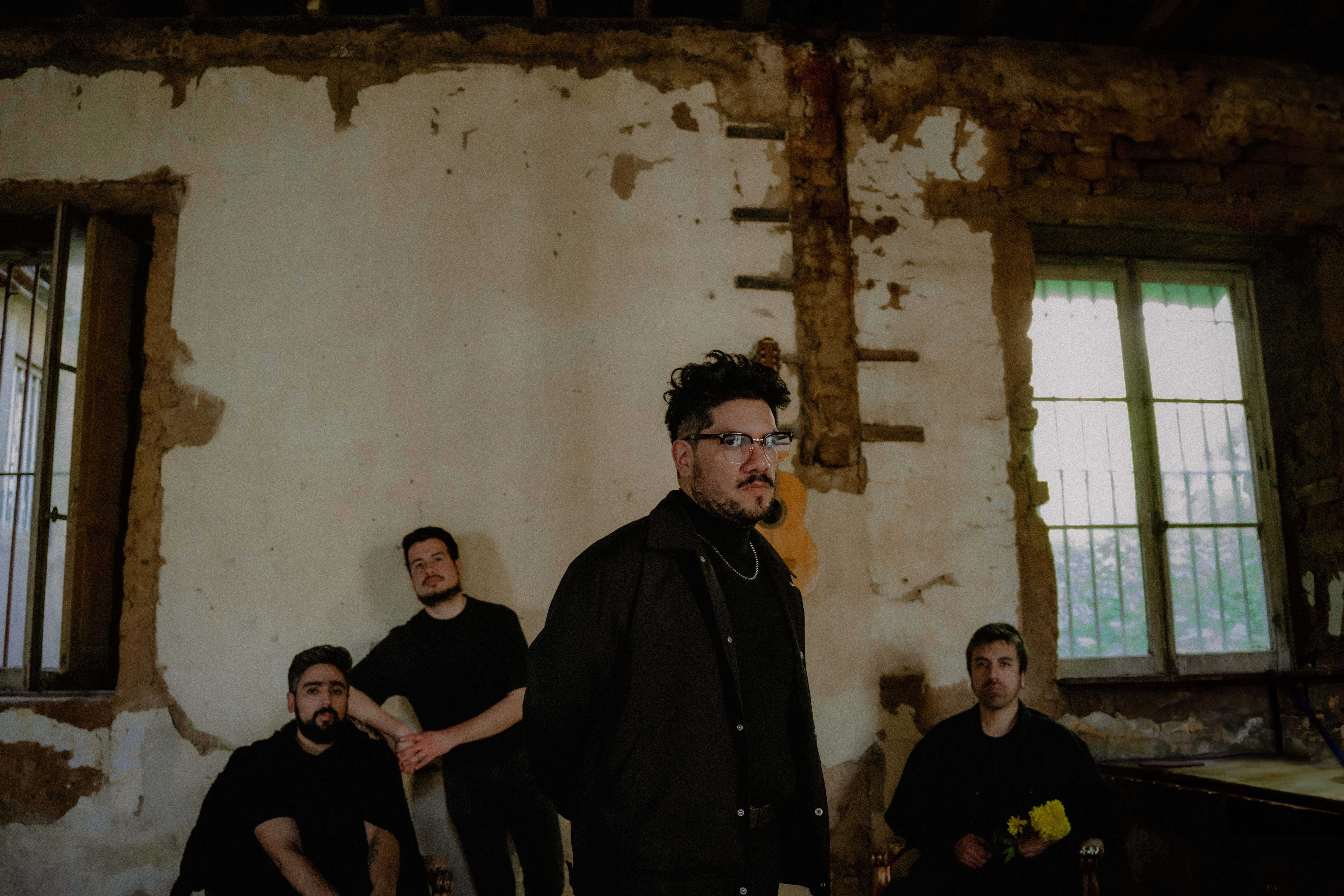
Integrantes de la banda "Automático" de Chile

Automático es un grupo chileno de Rock alternativo, formado en 2016 por Christian Bastías (Voz y teclados), Nicolás Kodan (Batería), Camilo Barría (Guitarra y teclados) y Sebastián Herrera (Bajo). La banda se caracteriza por una mezcla de Indie Rock, Pop Rock, Synth Pop y Art Rock.

## Historia

### Comienzos y disco debut "Nadie Es El Mismo" (2016 - 2017)
La banda se formó en Viña Del Mar en 2016 y comenzó a trabajar sobre una selección de demos compuestos por Christian Bastías. A continuación siguió el trabajo de producción junto al destacado músico uruguayo y exintegrante de Los Prisioneros, Gonzalo Yáñez. Finalmente, 10 canciones quedaron confirmadas para integrar el álbum "Nadie Es El Mismo",  lanzado oficialmente en 2017, el cual cuenta con canciones influenciadas por el Disco, el Indie Rock y el Rock Chileno de las últimas décadas. En cuanto a las temáticas, estas abarcan situaciones sociales y diversos sentimientos humanos. Se destacan los sencillos "Casual", "Luces" y "Alicia", todos ellos con videoclips.  El álbum fue bien recibido por la crítica nacional.

### Nuevas canciones y segundo disco (2018 - presente)
Luego de la promoción del primer disco que abarcó presentaciones en varias ciudades de Chile y una gira por Argentina, el grupo se enfoca en la creación de nuevo material de estudio, esta vez con tintes más oscuros y reflexivos, tomando como referentes agrupaciones eclécticas del panorama latino como Café Tacvba, Babasónicos y artistas anglo como Elton John, David Bowie o Tears For Fears. El primer lanzamiento de esta nueva etapa es el sencillo "Bipolares", producido por la misma banda y estrenado en agosto de 2020. En 2023 realizan una gira por México y aparecen durante el año cuatro singles nuevos: "Pasajeros Del Tiempo", "Tú Yo Y Otra Dimensión" y "Vámonos De Acá".

## Discografía
- Nadie es el Mismo (2017)

## Sencillos
- Casual (2016)
- Luces (2017)
- Alicia (2018)
- Cowboys (2019)
- Bipolares (2020)
- Pasajeros Del Tiempo (2023)
- Tú, Yo Y Otra Dimensión (2023)
- Vámonos De Acá (2023)

## Integrantes
- Christian Bastías: Voz principal, guitarra rítmica, teclados y samples.
- Nicolás Kodan: Batería, percusiones, teclados y samples
- Camilo Barría: Guitarra principal, bajo, piano y coros.
- Sebastián Herrera: Bajo y teclados.